# Thomas Sosius
Thomas Sosius, ook wel Thomas Zosius, Thomas Zoesius, Thomas Soesius of Thomas van Soest genoemd (Amersfoort, 15XX – Würzburg, 1598), was een Nederlands rechtsgeleerde aan de universiteiten van Leiden en Würzburg.

## Studie en werk
Thomas Sosius studeerde rechten in Leuven en promoveerde daar in 1570. Tussen 1572 en 1583 was hij ambtenaar aan het Hof van Utrecht, onder meer in de functies van procureur-generaal en rentmeester-generaal. Op voorspraak van Paulus Buys werd hij in 1583 tot hoogleraar rechten in Leiden benoemd, waarna het gemeentebestuur nog enige tijd tegenstribbelde vanwege Sosius' veronderstelde politieke en religieuze denkbeelden. Sosius voldeed goed in Leiden: in 1587 werd hij ordinarius (gewoon hoogleraar) en in 1591 rector magnificus van de Leidse universiteit. In 1593 aanvaardde hij waarschijnlijk een benoeming tot hoogleraar aan de Julius-Maximilians-Universität in Würzburg.

## Persoonlijk leven

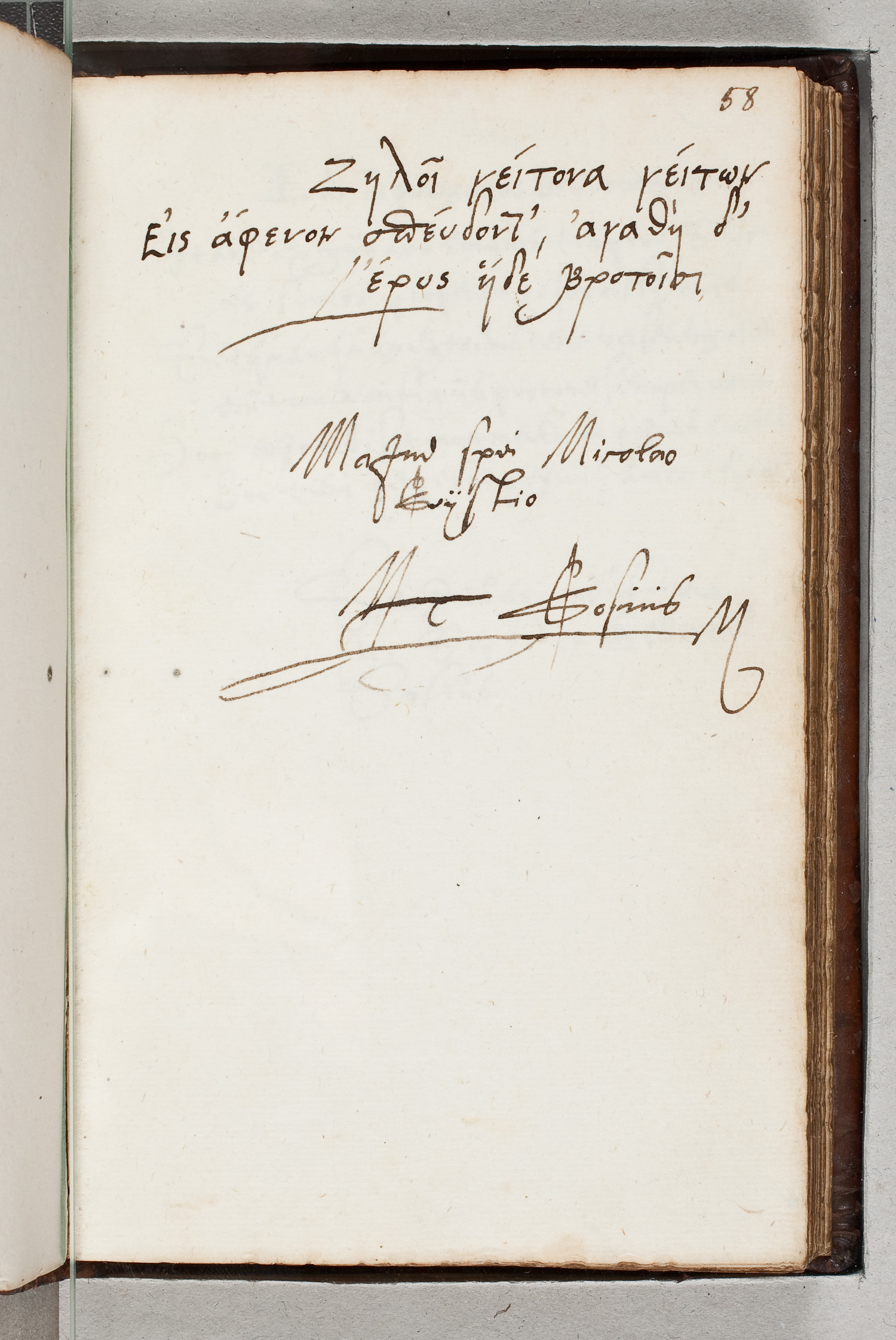
Handschrift van Thomas Sosius in een album voor Nicolaus van Zeyst (Europeana; Collectie KB Den Haag)

Sosius was getrouwd met een dochter van Elbertus Leoninus. Met haar had hij een zoon, Elbertus Sosius.